# Alpheus verrilli
Alpheus verrilli är en kräftdjursart. Alpheus verrilli ingår i släktet Alpheus och familjen Alpheidae. Inga underarter finns listade i Catalogue of Life.